# Verfassungsreferendum auf den Seychellen 1992
Ein Verfassungsreferendum auf den Seychellen (Constitutional Referendum) wurde am 15. November 1992 auf den Seychellen durchgeführt. Obwohl die vorgeschlagene neue Verfassung von 54,6 % der Wähler angenommen wurde, verpasste die Wahl die erforderliche Hürde von 60 % für die Annahme. In der Folge wurde eine zweite Verfassungskommission eingesetzt und ein neuer Entwurf bei dem Referendum im folgenden Jahr abgestimmt.

## Hintergrund
Eine Verfassung war 1992 von einer Kommission entworfen worden, welche im Juli gewählt worden war. Der Verfassungsentwurf sah ein Präsidentielles Regierungssystem vor, dessen Präsidenten auf drei Amtszeiten von jeweils fünf Jahren begrenzt sind. Die Hälfte der Nationalversammlung sollte proportional auf der Grundlage der Ergebnisse der Präsidentschaftswahlen gewählt werden, während Verfassungsänderungen ein Referendum erfordern würden und Änderungen an einigen Artikeln eine Dreifünftelmehrheit erfordern würden.

## Ergebnis
Die Wähler wurden gefragt: „Do you approve the draft Constitution?“ („Stimmen Sie dem Verfassungsentwurf zu?“)
| Wahl                              | Stimmen | %     |
| --------------------------------- | ------- | ----- |
| Dafür                             | 21.965  | 54,61 |
| Dagegen                           | 18.255  | 45,39 |
| Ungültig/Nicht ausgefüllt         | 684     | –     |
| Total                             | 40.904  | 100   |
| Wahlberechtigte/Wahlbeteiligung   | 49.975  | 81,85 |
| Source: Direct Democracy. sudd.ch |         |       |